# Faces of Death
Faces of Death (depois relançado como The Original Faces of Death; bra: Faces da Morte ou As Faces da Morte) é um filme de terror mondo americano de 1978 escrito e dirigido por John Alan Schwartz, creditado sob os pseudônimos "Conan Le Cilaire" e "Alan Black" respectivamente.
O filme, exibido em estilo documentário, é centrado no patologista Francis B. Gröss, interpretado pelo ator Michael Carr. O narrador apresenta ao espectador uma variedade de imagens mostrando diferentes formas horríveis de morrer de várias fontes. Algumas das cenas mais icônicas foram falsificadas para o filme, enquanto a maior parte do filme é um vídeo preexistente de mortes reais ou as consequências da morte.
Faces of Death recebeu críticas geralmente negativas, mas foi um grande sucesso de bilheteria, arrecadando mais de US$ 35 milhões em todo o mundo. Ele ganhou um seguimento cult, foi eventualmente considerado artisticamente significativo ao filme e também gerou várias sequências, a primeira das quais, Faces of Death II, foi lançado em 1981. Todas as sequências seguintes continham menos ou nenhuma filmagem falsa.

## Enredo
Depois de realizar uma cirurgia cardíaca aberta em um paciente não identificado, o patologista Francis B. Gröss afirma ao espectador que se interessou pelos períodos de transição da vida e da morte graças a um sonho recorrente, enquanto sua experiência como cirurgião tem dessensibilizado ele das mortes grotescas. Ele acumulou filmagens de si mesmo ou de várias partes do mundo em um esforço para entender melhor as muitas "faces da morte".
São filmadas mortes de animais, incluindo galinhas em um abatedouro, lutas de cães, cadáveres mumificados dos habitantes falecidos de Guanajuato, os predadores naturais da floresta amazônica e as maneiras como eles matam suas presas, um macaco sendo morto e seu cérebro sendo comido por convidados de um banquete e um homem morto por um crocodilo, que Gröss chama de "retaliação violenta de uma criatura que sofreu abusos contínuos da humanidade".
Gröss, em seguida narra as gravações de assassinatos, afirmando que o homo sapiens é a única espécie a matar por ganância. O assassino François Jordan é entrevistado, admitindo que mata apenas por pagamento, não por "valor político" ou "social". Gröss apresenta outro tipo de assassino, "aquele que mata sem motivo aparente". Segue-se um tiroteio entre uma equipe da SWAT e um assassino armado. Durante o tiroteio, a equipe SWAT joga gás lacrimogêneo na casa do assassino que leva um tiro, após o qual a equipe entra na casa do assassino para encontrar sua família morta a facadas; Gröss questiona se as ações do homem foram causadas pela sociedade. Enquanto o criminoso Larry DeSilva é executado na cadeira elétrica, Gröss questiona "se dois erros dão um certo".
Gröss visita o escritório do legista do Condado de Los Angeles, onde o Dr. Thomas Noguchi está realizando o processo de embalsamamento em vários cadáveres após as autópsias. Um cadáver é uma mulher afogada, pálida e horrivelmente inchada; o outro, um homem decapitado cuja pele foi arrancada de seu crânio para exame. Gröss pergunta a Noguchi o que pensa sobre seu próprio processo de embalsamamento depois que ele morre, ao que ele responde: "a vida é puramente um estado transitório". Um cadáver, Samuel Berkowitz, teve seus fluidos corporais substituídos por um líquido com baixo ponto de congelamento e seu corpo armazenado em um freezer com manutenção 24 horas por dia, 7 dias por semana. Gröss explica que o objetivo desse processo "particularmente caro" é preservar o corpo para que as ciências futuras o revivam.
O próximo segmento mostra a guerra e as atrocidades da história, incluindo o Holocausto. O segmento termina com os nazistas sendo destruídos em batalha, com Gröss acrescentando que Hitler "perdeu o controle não apenas de seu exército, mas de sua mente". A filmagem de uma mulher pulando de 23 andares e batendo no concreto é mostrada. Gröss admite que o suicídio é uma face da morte que ele deseja nunca mais enfrentar.
Imagens de animais morrendo devido ao lixo e à poluição são mostradas, seguidas por crianças doentes em aldeias empobrecidas devido a terras poluídas e fome. Mais da "natureza horrível do homem" é examinada com imagens de um culto canibal comendo as entranhas de um cadáver roubado de um necrotério e participando de uma orgia depois. Gröss sai abruptamente, temendo pela segurança dele e de sua tripulação.
Imagens de vários outros acidentes trágicos são mostradas, culminando na cena de um caminhante tentando pular de paraquedas de seu avião, mas morrendo depois que o paraquedas não abre corretamente. Gröss contesta a noção de que essa morte foi rápida e indolor, já que ele estaria consciente durante toda a queda no chão. O segmento termina com fotografias, filmagens e áudio do controle de tráfego aéreo da queda do voo PSA 182 e suas terríveis consequências de partes de corpos mutiladas espalhadas e várias casas destruídas. Gröss afirma que o bairro ainda cheira a "corpos podres e combustível de aviação", e que um corpo mutilado com apenas o torso e a mão direita "é a pior face da morte".
Gröss apresenta seu próximo tópico, o papel das forças sobrenaturais na morte. Ele se encontra com o arquiteto Joseph Binder, cuja esposa e filho morreram em circunstâncias trágicas. Ele confidencia ao telespectador que acredita que sua família permanece como fantasmas em sua casa, tentando se comunicar com ele. Gröss contrata os serviços de parapsicólogos para verificar isso. A equipe tira fotos de pegadas e duas aparições. Binder se comunica com os espíritos de sua família por meio de um médium, aparentemente confirmando a existência de vida após a morte.
Depois de estudar o caso de Binder, Gröss conclui, "quando morremos, não é realmente o fim", pois "a alma em cada um de nós permanece um viajante para sempre". Gröss termina questionando se a morte é "o fim do começo ou o começo do fim" e deixa a filmagem que mostrou para a interpretação do espectador. O filme termina com música tranquila, imagens do nascimento de um bebê e imagens da criança e sua mãe estando juntos e felizes.

## Elenco
- Michael Carr como Francis B. Gröss
- Samuel Berkowitz como Vítima
- Mary Ellen Brighton como Vítima de Suicídio
- Thomas Noguchi como Chief Medical Examiner Coroner

## Produção
O filme foi escrito e dirigido por John Alan Schwartz (creditado como "Alan Black" pelo roteiro e como "Conan LeCilaire" pela direção). Schwartz também assumiu o crédito como diretor da segunda unidade, desta vez como "Johnny Getyerkokov". Ele também aparece em um dos segmentos do filme, como o líder do suposto culto comedor de carne em São Francisco e tem breves aparições em vários outros filmes desta série. Schwartz queria retratar a morte muito real com "uma visão analítica, ao invés de um propósito puramente explorador", mas a inclusão de cenas falsas no filme trouxe isso ao debate. O filme apresenta Michael Carr como narrador e 'consultor criativo' chamado "Dr. Francis B. Gröss", cuja voz lembra Leonard Nimoy no popular programa de televisão, In Search of... (em que Schwartz trabalhou). Schwartz afirmou que o orçamento deste filme foi de US$ 450 mil e há estimativas de que ele arrecadou mais de US$ 35 milhões em todo o mundo em lançamentos nas salas de cinema, sem incluir aluguéis.
Nenhum humano real morrendo é apresentado graficamente no filme, embora alguns à distância e cadáveres humanos reais apareçam em imagens de arquivo. Aproximadamente 60% do filme era composto por filmagens reais compradas de estações de notícias, pesquisadores médicos, testemunhas da queda do voo 182, imagens gráficas de guerra, cenas excluídas de outros documentários, e/ou filmados pela própria equipe nos necrotérios ou em uma praia.
Muitas sequências do filme foram recriações de imagens de notícias. O artista de efeitos especiais Douglas White afirmou que os produtores assistiram centenas de horas de imagens de notícias e estudaram fotos da cena do crime para determinar se seus efeitos pareciam realistas. O editor Glenn Turner afirmou que a versão inicial do filme consistia em imagens horríveis de noticiários compradas e compiladas, mas a falta de narrativa tornou-o “difícil de assistir”, levando à decisão de recriar algumas das filmagens.
Com exceção da sequência do matadouro, da decapitação de uma galinha e do sacrifício de uma vaca por uma tribo africana, várias cenas de animais eram inautênticas: uma batida de foca que não apresentava nenhuma batida na tela, e uma “briga violenta de cães” consistia simplesmente em dois cães brincando com edição dramática e música, enquanto uma cena mostrando um macaco sendo “morto e ter seu cérebro comido” usou couve-flor e sangue de teatro como “cérebro”.
A execução da cadeira elétrica foi conseguida através da construção de uma cadeira falsa, usando pasta de dente para emular saliva e adicionando sons elétricos na pós-produção. Schwartz se inspirou para fazer a cena depois de ler sobre a execução elétrica no sul dos EUA e ficou surpreso ao descobrir que ela ainda estava em prática. Ele queria encontrar uma maneira de filmar uma execução real na cadeira, mas nenhuma estava disponível durante a produção.
A única parte “real e improvisada” do filme apresenta o corpo de um surfista morto que chegou à costa enquanto os cineastas filmavam o rolo B de lixo para a sequência de poluição nas proximidades e os banhistas começaram uma comoção.
A recém-formada empresa de efeitos especiais de White e Allen Apone não recebeu detalhes sobre o filme ao ser contratada; eles conceberam o tiroteio policial, o ataque do jacaré, o jantar do cérebro do macaco, a sequência da decapitação e a cena do sacrifício do culto. O culto à cobra era autêntico, mas o culto canibal foi falsificado e o próprio Schwartz fez o papel de líder.
Embora várias das cenas de morte humana e uma que mostra um macaco sendo morto sejam falsas óbvias (com Allan A. Apone, maquiadores e artistas de efeitos especiais do filme dizendo que cerca de 40% é falso), a maioria da filmagem restante é genuína (aprox. 60%). A maior parte da filmagem foi comprada da Alemanha extirpada, e outras foram rejeitadas em cinejornais e filmagens de médicos legistas.
O necrotério, o saltador suicida, o saltador de paraquedas, o culto à cobra, as imagens da guerra e do Holocausto e alguns dos acidentes veiculares eram autênticos. A filmagem do culto à cobra foi usada até no videoclipe de Michael Bolton, "Everybody's Crazy". Em seu livro Killing for Culture, os autores David Kerekes e David Slater observam que o nadir do filme é a inclusão de um acidente fatal extremo; "os destroços de um ciclista são vistos sob um semirreboque. A câmera faz uma panorâmica longa o suficiente para capturar paramédicos recolhendo coágulos sanguíneos, massa cerebral e tufos de cabelo da pista – este incidente é autêntico e selecionado de noticiários.” A filmagem do descarrilamento do trem era autêntica, mas as consequências terríveis foram falsificadas.
O infame acidente do voo 182 aconteceu nada menos que 2 meses antes do lançamento do filme, e cenas gráficas retratando as consequências do acidente, casas destruídas e partes do corpo espalhadas foram incluídas no filme perto do clímax. Imagens estáticas e áudio do tráfego aéreo foram usados para o acidente em si, porque nenhuma filmagem real é conhecida. De acordo com Schwartz, o filme foi praticamente concluído, mas retrabalhado imediatamente após o acidente.
Uma sequência envolve o paciente criogênico Samuel Berkowitz, que foi congelado em julho de 1978 e armazenado no norte da Califórnia. Os familiares que financiavam a suspensão começaram a perder o interesse e/ou recursos, foi feita uma oferta para continuar a suspensão como neuro (apenas cabeça) gratuitamente, mas foi recusada. Em vez disso, em outubro de 1983, eles descongelaram Berkowitz, submergiram-no em formaldeído, fizeram um funeral adequado e o enterraram. Nenhuma tentativa foi feita especificamente para preservar o cérebro.

## Censura
Devido ao seu conteúdo gráfico, Faces of Death foi banido e censurado em muitos países. O filme costuma ser anunciado como "Banido em 46 países", mas essa afirmação é duvidosa. No Reino Unido, o filme foi processado e adicionado à lista de "video nasty", por violar a Lei de Publicações Obscenas de 1959. Em 2003, o filme foi autorizado a ser lançado em DVD no Reino Unido; no entanto, cortes de 2 minutos e 19 segundos foram exigidos pelo British Board of Film Classification (BBFC) para remover cenas de "cães de briga e [um] macaco sendo cruelmente espancado até a morte de acordo com Cinematograph Films (Animals Act) 1937 e Diretrizes da BBFC." Em 1980, Faces of Death teve sua classificação recusada pelo Australian Classification Board. Apesar do banimento, várias fitas VHS piratas foram lançadas no país, e o filme foi banido e lançado sem cortes em DVD em 2007. No entanto, suas sequências continuam banidas no país. O filme também foi banido na Nova Zelândia em 1989. Na Alemanha, o filme foi editado para lançamento em VHS, com a retirada de algumas cenas gráficas. O banimento na Alemanha foi suspenso na primavera de 2022.

## Recepção
Apesar da popularidade do filme, foi relativamente mal recebido pela crítica, tanto retrospectivamente quanto contemporânea. O site agregador de críticas, Rotten Tomatoes relata que Faces of Death recebeu um índice de aprovação crítica de 27% de 11 críticos pesquisados; a classificação média foi de 4.3/10. Escrevendo para o Kansas City Kansan, o crítico Steve Crum denunciou o filme como "filmagem de exploração grosseira e de mau gosto. Carnificina filmada". Ele encerrou sua crítica instando o espectador a "ter vergonha de assistir a esse lixo."
Joshua Siebalt, do Dread Central, teve sentimentos confusos sobre o filme: "como uma peça de curiosidade, Faces of Death vale a pena dar uma olhada, especialmente se você não o vê há muito tempo. Quanto ao seu lugar na história do cinema de terror, bem, isso ainda precisa ser visto. Como eu disse, não é um filme que se sustenta muito bem, mas considerando o quão inovador foi para a época, duvido que alguém o esqueça. E embora seja bom ter todos os mitos sobre Faces finalmente resolvidos pelas pessoas que o criaram, também tira um pouco da diversão."
Christopher Kulik, do DVD Verdict, escreveu: "A geração do YouTube será incapaz de compreender a que propósito o filme serviu trinta anos atrás e, portanto, é difícil ignorar o quão irremediavelmente datado Faces of Death realmente é. Resumindo, é um experimento cinematográfico que há muito tempo sobreviveu a seus efeitos, embora continue atraente para os fãs de cinema e terror que assistem ao filme na perspectiva adequada. Para os virgens curiosos, digo para tentar apenas se você puder lidar com o que foi descrito até este ponto; se você pode passar por Faces of Death, então você pode passar por praticamente qualquer coisa. Sinta-se à vontade para julgar por si mesmo."
Em sua crítica, Ard Vijn, do Screen Anarchy, rejeitou o filme, observando que "muitos dos segmentos perderam sua capacidade de chocar ou podem ser facilmente reconhecidos como falsos pelo público mais experiente da mídia de hoje. Interessante como uma parte curiosa da história do cinema, mas nada mais."
Foi classificado em 50º lugar no "Top 50 Filmes Cult de Todos os Tempos" da Entertainment Weekly em 2003.

## Legado
Várias sequências diretas para vídeo foram feitas, contendo muito mais imagens reais, algumas contendo apenas imagens reais. Faces of Death II, Faces of Death III e Faces of Death IV, bem como Faces of Death: Fact or Fiction? (um documentário sobre o making of da série) foram escritos e pelo menos parcialmente dirigidos por John Alan Schwartz. Faces of Death II continha imagens reais de um cadáver sendo retirado de um píer, esquadrões da morte da guerrilha em El Salvador, bombardeios de napalm no Vietnã, autoimolações budistas, drogando um macaco, matança de golfinhos, um desastre de trem na Índia, pacientes cambojanos com lepra , um museu da morte com a cabeça preservada de Joaquín Murietta, um piloto chapado de PCP e um boxeador caindo para sua contagem “final”. O assalto ao posto de gasolina é a única cena fora da narração que foi falsificada. Muito parecido com o acidente da PSA Aircraft, a tentativa de assassinato do presidente Ronald Reagan ocorreu recentemente antes da conclusão do filme e também foi incluída. Faces of Death III apresentava imagens reais da Autobahn alemã, traficantes de drogas sendo surpreendidos pela Guarda Costeira da Flórida, um paraquedista pousando em um fosso de crocodilos, um estupro/assassinato gravado em vídeo (qual é incerto se real ou não), um ladrão de carros sendo despedaçado por dois cães de ferro-velho e imagens da última execução pública por guilhotina na França, apresentando um jovem Christopher Lee.
Faces of Death V e Faces of Death VI foram lançados em meados dos anos 90, e são compilações feitas inteiramente de destaques dos quatro primeiros filmes, sem nenhuma filmagem inédita, lançadas intencionalmente em países onde os filmes originais foram proibidos. Os três primeiros apresentavam Carr como "Dr. Gröss", embora The Worst of Faces of Death (lançado entre as parcelas III e IV e consistindo em destaques das três primeiras parcelas) apresentasse o irmão de Schwartz, James Schwartz, como "Dr. Louis Flellis". Flellis explica que matou acidentalmente o "Dr. Gröss" enquanto o operava na semana anterior. Porém, em Faces of Death IV, Flellis explica a ausência do Dr. Gröss afirmando que ele havia se matado, tendo enlouquecido por ter presenciado tanta morte.
Também lançado com o título Faces of Death VII, foi uma versão condensada do filme Death Scenes de Anton LaVey de 1989; e outro conjunto de imagens de arquivo intitulado Faces of Death part 7 foi lançado como um arquivo online em algum momento do final dos anos 1990.
Faces of Death 8 veio logo depois. Lançado apenas na Alemanha e feito por indivíduos desconhecidos, é uma coleção de cenas gore não relacionadas ao redor do mundo, sem narração e sem créditos na tela, além de seu título.
Em maio de 2021, foi relatado que a Legendary Entertainment havia comprado os direitos do filme, e um remake estava em desenvolvimento, com os cineastas Isa Mazzei e Daniel Goldhaber contratados para dirigir. O filme será estrelado por Barbie Ferreira e Dacre Montgomery.

## Casos legais
Em junho de 1985, o professor de matemática Bart Schwarz mostrou o filme para sua classe na Escondido High School em Escondido, Califórnia. Duas de suas alunas, Diane Feese e Sherry Forget, alegaram que ficaram tão traumatizadas com o filme que ambas "desenvolveram um medo não natural de morrer e sofreram desgaste emocional". As famílias das duas meninas processaram o distrito escolar e receberam um acordo combinado de US$ 100 mil (US$ 57 500 para Feese e US$ 42 500 para Forget). Schwarz foi suspenso da escola por 15 dias sem remuneração, mas não foi demitido.
Em novembro de 1986, Rod Matthews, de 14 anos, de Canton, Massachusetts espancou seu colega da Canton High School, Shaun Ouilette até a morte com um taco de beisebol. Matthews afirmou que a ideia de matar Ouilette foi concebida depois que ele viu Faces of Death, pois estava curioso sobre como seria realmente matar alguém. Ele havia mostrado sinais anteriores de doença mental. Matthews foi condenado à prisão perpétua, com elegibilidade para liberdade condicional após 15 anos. Em novembro de 2024, ele obteve liberdade condicional em seu quinto recurso.

## Mídia doméstica
Faces of Death e suas sequências foram lançadas em DVD pela MPI Home Video em julho de 2002. A distribuidora australiana Umbrella Entertainment lançou o filme em DVD em 2007. Em 2008, Gorgon Video lançou o filme em DVD e Blu-ray para seu 30º aniversário. Uma nova transferência de alta definição foi feita com novo material e uma trilha sonora digital 5.1. A empresa ainda continua fabricando lançamentos clássicos em VHS do filme, com as versões box-art dos anos 1980 e 1990. Até hoje, nunca foi transmitido na televisão americana, incluindo canais de cinema.

## Reinício da franquia
A Legendary Entertainment adquiriu os direitos de Faces of Death com planos de lançar uma nova franquia de terror. Barbie Ferreira, Dacre Montgomery, Charli XCX e Josie Totah estão no elenco, com filmagens começando em abril de 2023. Tem sido especulado se isso continuará sendo um documentário, ou um filme narrativo de mesmo nome.